# King-Size Canary
King-Size Canary (El Canario Gigante) es un cortometraje de dibujos animados que se estrenó en los cines en 1947. Fue producido por Metro-Goldwyn-Mayer y dirigido por Tex Avery.

## Trama
Un gato callejero anónimo busca alimentos en algunos botes de basura por la noche. Incapaz de encontrar algo que valiera su tiempo (los huesos que encuentra son robados por otros gatos del callejón antes de que pueda tomar un bocado) ve un refrigerador dentro de una casa y se dirige a él. Entra de puntillas a la propiedad, solo para conseguir despertar a un perro bulldog. El bulldog persigue al gato hasta arrinconarlo a una pared de la casa. El gato con rapidez saca unas pastillas para dormir, y se las da al perro, poniéndolo en un sueño profundo.
Una vez dentro, del gato busca comida en la cocina, pero termina con las manos vacías. Su suerte cambia cuando por fin se encuentra con una lata de comida para gatos. Rápidamente se abre la lata y fuera de la lata aparece un ratón cae sobre un plato de comida. El gato está a punto de pincharlo con un tenedor, pero el ratón lo detiene rápidamente esto. Él dice que el gato no se lo puede comer porque ya ha visto una caricatura en que se encuentran y que termina salvando la vida del gato más tarde. El felino entiende, pero quiere algo de comida ya que se muere de hambre. El ratón apunta hacia la otra habitación y le dice que hay un enorme, gordo, sabroso canario en ese lugar. El gato va a la otra habitación y mete al canario, sin verlo, en un saco y regresa a la cocina.
Saca al pájaro de la bolsa, y este resulta ser un pequeño y escuálido pajarraco. El pájaro le dice al gato, "Bueno, he estado enfermo ... "Desesperado, el gato recibe una lluvia de ideas (literalmente) cuando ve una botella de Jumbo-Gro fórmula de crecimiento de las plantas en el estante. Rápidamente, vierte un poco de la fórmula en la boca del ave y, efectivamente, el canario crece rápidamente en tamaño. Pero antes de que el gato pueda tomar un bocado, el pájaro mide ya más de 10 pies de altura. El canario se aprovecha de su nueva altura y da una paliza al gato. El gato le tira las mesas al ave y las bebe de la fórmula Jumbo-Gro él mismo, multiplicando su tamaño hasta que es mucho más grande que el ave. Lanza la poción por la ventana solo para que aterrice en la boca del bulldog. Mientras que el gato ahora de tamaño gigante persigue el canario un poco más pequeño por el rededor de la casa, el bulldog engulle la fórmula. Después de una carrera rápida alrededor de la manzana, el gato y el canario acaban regresando a la parte exterior de la casa, donde el ahora perro gigantesco aparece delante de ellos. El gato huye con miedo, mientras el bulldog tira la botella de alimento para crecimiento de plantas por la chimenea, de donde sale y va a dar directamente donde el ratón, en el interior de la casa. El perro salta por encima de la casa y persigue al gato por la ciudad.
El ratón en la casa toma unos sorbos de alimentos de origen vegetal, al instante su tamaño se vuelve cada vez mayor hasta ser gigantesco. El perro persigue al gato por la ciudad, solo para que el ratón ahora enorme se muestre y asuste al bulldog con un simple "¡Boo!". El ratón recuerda al gato que le dijo que iba salvar su vida. El gato le da las gracias mientras le da la mano y el ratón le devuelve la botella y se va. El gato, al darse cuenta de que todavía tiene hambre, ve el ratón irse y tiene otra idea. De repente bebe más de la fórmula y se hace aún más grande que el ratón. El gato persigue al ratón más pequeño a través de la ciudad y en todo el país, pasando por el Gran Cañón, Presa Hoover y las montañas.
El ratón gigante se esconde en un túnel de ferrocarril, perdiendo al gato por un momento. El ratón bebe la poción cuando el gato no está prestando atención y se hace aún más grande que el gato ya enorme. El ratón comienza a golpear al gatos solo para que el gato a agarre la poción de nuevo y la beba, haciéndose cada vez más grande que el ratón. El ratón toma la botella de vuelta y bebe más para ser más grande todavía. Esto continúa hasta que de repente ambos paran de crecer, siendo exactamente del mismo tamaño. Baten la botella qu ahora está vacía y le dicen a la audiencia en el hogar que tienen que poner fin a la caricatura, ya que han quedado fuera de la fórmula. Ellos se despiden de los espectadores mientras la cámara retrocede, revelando que ya no caben en la Tierra misma y están de pie sobre el globo.

## Recepción
En 1994, fue votado como el # 10 de los 50 mejores dibujos animados de todos los tiempos por los miembros del campo de la animación.